# Władyka
Władyka – w dawnej Polsce pan, władca, zwierzchnik; obecnie najczęściej tytuł honorowy biskupów, arcybiskupów i metropolitów w Kościołach prawosławnych (używany w językach słowiańskich). W teokratycznej Czarnogórze (do 1852) przez kilka wieków władykowie byli jednocześnie politycznymi władcami państwa.